# Шери (Ардени)
Шери (фр. Chéhéry) насеље је и општина у североисточној Француској у региону Шампањ-Арден, у департману Ардени која припада префектури Седан.
По подацима из 2011. године у општини је живело 130 становника, а густина насељености је износила 26,42 становника/km². Општина се простире на површини од 4,92 km². Налази се на средњој надморској висини од 164 метара.

## Демографија
| 1962. | 1968. | 1975. | 1982. | 1990. | 1999. | 2011. |
| ----- | ----- | ----- | ----- | ----- | ----- | ----- |
| 108   | 116   | 105   | 114   | 120   | 142   | 130   |

График промене броја становника у току последњих година